# کارلشتین (ناحیه بروون)
کارلشتین (به چکی: Karlštejn) یک منطقهٔ مسکونی در جمهوری چک است که در ناحیه بروون واقع شده‌است. کارلشتین ۷۷۵ نفر جمعیت دارد.

## خواهرخوانده
شهر مونته‌کارلو خواهرخواندهٔ کارلشتین (ناحیه بروون) هست.